# کستلمانز فری. ویرجینیا
کستلمانز فری. ویرجینیا (به انگلیسی: Castlemans Ferry) یک منطقهٔ مسکونی در ایالات متحده آمریکا است که در شهرستان کلارک، ویرجینیا واقع شده‌است. کستلمانز فری. ویرجینیا ۱۲۸٫۹۳ متر بالاتر از سطح دریا واقع شده‌است.